# ستيف كورين
ستيف كورين (بالإنجليزية: Steve Koren)‏ هو منتج أفلام وكاتب سيناريو أمريكي، ولد في 9 يونيو 1966 في كوينز في الولايات المتحدة.

## وصلات خارجية
- ستيف كورين على موقع IMDb (الإنجليزية)
- ستيف كورين على موقع ألو سيني (الفرنسية)
- ستيف كورين على موقع أول موفي (الإنجليزية)
- ستيف كورين على موقع بوكس أوفيس موجو (الإنجليزية)
- ستيف كورين على موقع قاعدة بيانات الأفلام السويدية (السويدية)
- ستيف كورين على موقع ديسكوغز (الإنجليزية)
- ستيف كورين على موقع قاعدة بيانات الفيلم (الإنجليزية)
- ستيف كورين على موقع كينوبويسك (الروسية)